# Championnats d'Europe de badminton 1982
Navigation
Groningue 1980 Preston 1984
Les championnats d'Europe de badminton 1982, huitième édition des championnats d'Europe de badminton, ont lieu du 13 au 18 avril 1982 à Böblingen, en Allemagne de l'Ouest.

## Médaillés
| Épreuve       | Or                                 | Argent                     | Bronze                           |
| ------------- | ---------------------------------- | -------------------------- | -------------------------------- |
| Simple hommes | Jens Peter Nierhoff                | Ray Stevens                | Claus Andersen                   |
| Simple hommes | Jens Peter Nierhoff                | Ray Stevens                | Nick Yates                       |
| Simple dames  | Lene Køppen                        | Karen Bridge               | Christine Magnusson              |
| Simple dames  | Lene Køppen                        | Karen Bridge               | Jane Webster                     |
| Double hommes | Stefan Karlsson / Thomas Kihlström | Martin Dew / Mike Tredgett | Claes Nordin / Lars Wengberg     |
| Double hommes | Stefan Karlsson / Thomas Kihlström | Martin Dew / Mike Tredgett | Ray Stevens / Andy Goode         |
| Double dames  | Gillian Gilks / Gillian Clark      | Nora Perry / Jane Webster  | Dorte Kjær / Nettie Nielsen      |
| Double dames  | Gillian Gilks / Gillian Clark      | Nora Perry / Jane Webster  | Lene Køppen / Anne Skovgaard     |
| Double mixte  | Martin Dew / Gillian Gilks         | Mike Tredgett / Nora Perry | Lars Wengberg / Anette Börjesson |
| Double mixte  | Martin Dew / Gillian Gilks         | Mike Tredgett / Nora Perry | Steen Skovgaard / Anne Skovgaard |
| Par équipes   | Angleterre                         | Suède                      | Danemark                         |

## Tableau des médailles
| Rang | Pays       | Médaille d'or | Médaille d'argent | Médaille de bronze | Total |
| ---- | ---------- | ------------- | ----------------- | ------------------ | ----- |
| 1    | Angleterre | 3             | 5                 | 3                  | 11    |
| 2    | Danemark   | 2             | 0                 | 5                  | 7     |
| 3    | Suède      | 1             | 1                 | 3                  | 5     |